# LJ-001
Le LJ-001 est un médicament antiviral expérimental à spectre large développé comme traitement potentiel contre les virus à enveloppe. Il agit en empêchant la pénétration du virus dans la cellule, après que le virus s'est attaché à la cellule cible mais avant sa fusion avec cette dernière. Il inactive également les virions eux-mêmes en générant des molécules d'oxygène singulet qui endommagent l'enveloppe virale. Testée sur des cultures cellulaires in vitro, cette molécule s'est montrée capable de bloquer et d'inactiver une grande variété de virus, notamment les virus de la grippe A, les filovirus, les poxvirus, les arénavirus, les bunyavirus, les paramyxovirus, les flavivirus et le VIH.
Le LJ-001 lui-même est cependant impropre à une utilisation thérapeutique en raison de son manque de stabilité physiologique et du fait que son activité antivirale requiert de la lumière. Cependant, la découverte de ce nouveau mécanisme permettant de bloquer l'entrée du virus dans les cellules et d'inactiver les virions eux-mêmes a ouvert la voie au développement d'une nouvelle famille de médicaments aux propriétés améliorées,.